# Лотарь II (король Лотарингии)
Ло́тарь II (нем. Lothar II., фр. Lothaire II; ок. 835 — 8 августа 869) — король Лотарингии с 855 года из династии Каролингов, второй сын императора Лотаря I и Ирменгарды Турской.

## Биография

### Королевство Лотаря

Каролингская империя после Прюмского договора 855 года
Королевство Лотаря II
Королевство Людовика II
Королевство Людовика Немецкого
Королевство Карла II Лысого
Королевство Карла Прованского

Каролингская империя после раздела королевства Карла Прованского 863 года

По завещанию отца в 855 году Лотарь получил земли между Рейном, Маасом и Шельдой, которая по имени Лотаря получила название Лотарингия. В 863 году, после смерти своего младшего брата Карла Прованского, Лотарь наследовал и его земли: Лион, Вьенн, Гренобль, Юзе.

### Семейные склоки Лотаря II
Лотарь ещё до совершеннолетия вступил в связь со знатной девушкой Вальдрадой. Он жил с ней как с женой, но не был повенчан. После смерти отца, сделавшись государем, он удалил её, чтобы по расчётам политической выгоды жениться на Теутберге, сестре графа Хукберта (855 год).
Вельможи одобрили этот брак. Но через два года Лотарь стал пренебрегать Теутбергой, возобновил связь с Вальдрадой, развратничал и с другими наложницами. В конце концов, король вовсе прогнал жену, обвинив её в преступной связи с братом. Королева нашла поддержку у вассалов, потребовала Божеского суда и совершенно оправдалась в возводимых на неё обвинениях. Несмотря на это, Лотарь продолжал дурно обращаться с ней и готов был на любые жертвы, лишь бы соединиться законным браком с Вальдрадой.
Дело о разводе Лотаря вскоре превратилось в громкий скандал и сделалось важным явлением тогдашней политической жизни. В конфликт втянуты были все короли, многие прелаты и сам папа Николай I. В апреле 862 года Лотарь созвал в Ахене собор своих епископов, который признал, что он имеет право вступить в новый брак. Лотарь повенчался с Вальдрадой и короновал её королевой. В 863 году собор в Меце утвердил это решение, Но с подачи вьеннского епископа Адона в это дело вмешался папа Николай I, объявивший постановления этих соборов незаконными и даже сменивший за самовольный развод архиепископов Трирского и Кёльнского. В 865 году Лотарь принуждён был удалить от себя Вальдраду и торжественно помирился с Теутбергой.

### Смерть Лотаря II

Каролингская империя после раздела королевства Лотаря II по Мерсенскому договору 870 года

В 867 году папа Николай I умер. Новый папа Адриан II казался более уступчивым. В июне 869 года Лотарь отправился в Италию для личной с ним встречи. Адриан II принял его любезно, и хотя сам не дал согласия на развод, разрешил созвать собор епископов в Риме, для обсуждения этого вопроса. Лотарь поехал обратно, по дороге заразился и 8 августа 869 года умер в Пьяченце. Похоронен в монастыре Св. Антония около Пьяченцы. Теутберга и Вальдрада после этого приняли пострижение.
Поскольку дело о разводе так и не было доведено до конца, дети Лотаря от Вальдрады считались незаконными, и королевство его было поделено между дядями — королями Франции и Германии.

### Браки и дети
1-я жена: с 855 года Теутберга (ум. после 875 года), дочь Бозона I, графа де Валуа (развод в 857 году).
2-я жена: с 25 декабря 862 года) Вальдрада (умерла после 868). Данный брак не был признан, и все дети считались незаконнорождёнными.
- Гуго (854 — после 895), герцог Эльзаса.
- Гизела (860/865 — 907); муж: с 882 года — герцог Фризии Годфрид (ум. 885).
- Берта (ок. 863 — 8 марта 925); 1-й муж: с 879 года — граф Арля Теобальд (ок. 860—895); 2-й муж: с 890/895 года — маркграф Тосканы Адальберт II Богатый (умер в 915).
- Ирменгарда (ок. 867 — после 895).